# Movistar Open 2010
Movistar Open 2010 var en tennisturnering som spelades på grusbanor. Det var den 17:e upplagan av Movistar Open, och var en del av ATP-touren 2010 och klassificerades som en ATP World Tour 250 Series-turnering. Turneringen spelade i Santiago, Chile från den 1 till den 7 februari 2010.

## Seedning

### Herrsingel
| 1. Fernando González (Semifinal) 2. Juan Mónaco (Final) 3. Thomaz Bellucci (Mästare) 4. Pablo Cuevas (Första omgången) | 1. Horacio Zeballos (Första omgången) 2. José Acasuso (Andra omgången, uppgivet) 3. Simon Greul (Första omgången) 4. Potito Starace (Första omgången) |

### Herrdubbel
| 1. Łukasz Kubot Oliver Marach (Mästare) 2. Marcelo Melo Bruno Soares (Kvartsfinal) | 1. Pablo Cuevas Marcel Granollers (Första omgången) 2. André Sá Horia Tecău (Första omgången) |

## Mästare

### Herrsingel
Thomaz Bellucci bes.  Juan Mónaco, 6–2, 0–6, 6–4
- Det var Bellucci's första titel under 2010 och hans andra i karriären.

### Herrdubbel
Łukasz Kubot /  Oliver Marach bes.  Potito Starace /  Horacio Zeballos, 6–4, 6–0.